# Юзефіна Нільссон
Моніка Емма Юзефіна Нільссон (швед. Monica Emma Josefin Nilsson; 22 березня 1969 — 29 лютого 2016) — шведська співачка і актриса.

## Біографія
Юзефіна Нільссон народилася на острові Готланд у Нері. Була дочкою художника і композитора Аллана Нільссона. Її старша сестра Марі Нільссон Лінд була вокалісткою Ainbuskruen.
23 березня 1993 року був випущений дебютний і єдиний сольний альбом співачки під назвою «Shapes». Музика і пісні до альбому були складені Бенні Андерссоном і Бйорном Ульвеусом. Бенні Андерссон також виступив продюсером альбому. У 2005 році виступила на конкурсі Melodifestivalen (шведський національний відбір на «Євробачення») з піснею «Med hjärtats egna ord».
Також вона грала у готландській фольк-поп-групі Ainbuskruen.
У 1995 році свою кавер-версію на пісню співачки «Surprise, Surprise» зробила естонська співчка Ненсі під назвою «Sa muutsid kõik».
Померла у своєму домі на Готланді 29 лютого 2016 року за три тижні до свого 47-річчя.

## Дискографія

### Альбом
- Shapes (1993)

### Сингли
- «Heaven and Hell» (1993)
- «High Hopes and Heartaches»
- «Where the Whales Have Ceased to Sing»
- «Surprise, Surprise»
- «Med hjärtas egna ord» (2005)
- «Jag saknar dig ibland med Ainbusk» (2008)

## Фільмографія
| Рік  | Назва                             | Роль     |
| ---- | --------------------------------- | -------- |
| 1996 | Juloratoriet                      |          |
| 1997 | Adam & Eva                        | Єва      |
| 2000 | Det blir aldrig som man tänkt sig | Софія    |
| 2002 | Chess                             | Світлана |